# Koppa
Koppa () er et bogstav i det græske alfabet.

## Computer
|   | decimal | hex     | HTML |
| - | ------- | ------- | ---- |
| ϙ | &#985;  | &#x3d9; |      |
| Ϙ | &#984;  | &#x3d8; |      |